# Dolní Raškovice
Dolní Raškovice je malá vesnice, část obce Svinčany v okrese Pardubice. Nachází se asi 1,5 km na jih od Svinčan. Prochází zde silnice II/342. V roce 2009 zde bylo evidováno 28 adres. V roce 2001 zde trvale žilo 60 obyvatel.
Dolní Raškovice leží v katastrálním území Raškovice u Přelouče o výměře 2,1 km2.